# 三立新聞台
三立新聞台（英語：SET News Channel,SETN），簡稱「三立新聞」，為三立電視旗下新聞頻道，是台灣多家24小時即時播出的新聞頻道之一。原名SET電視台，後改為SETN，2000年代中改為三立新聞台，2014年11月1日，啟用高畫質版本「三立新聞台HD」，但實際播出畫質依然是標準畫質，從2015年3月9日的《早安新鮮聞》開始，正式以HD高畫質播放。姊妹台頻道為三立iNEWS。三立新聞部和播報整點新聞攝影棚，位於「三立電視總部」八樓；製播內容包括新聞報導、新聞回顧、娛樂資訊及時事論壇等內容。

## 歷史

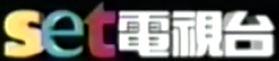
SET電視台標誌

- 1998年3月3日，SET電視台開播，三立影視（三立電視前身）總經理室總顧問楊憲宏負責SET電視台的整體規畫，定位為新聞綜合台，以更具創意、趨勢新聞為製作標的，久未露面的資深記者童中白在此復出擔任新聞主播。[3]SET電視台新聞節目分為《巡弋新聞》與《領航新聞》，人物專題節目《凡人啟世錄》請來新黨立法委員謝啟大擔任主持人。
- 2000年至2004年12月31日三立新聞台定頻在有線電視第43頻道[4][5]。
- 2005年元旦起改為定頻有線電視54頻道。
- 2012年5月28日，三立新聞台更換新的鏡面，各類新聞以顏色來區分（《早安新鮮聞》例外），一個月後各類新聞改為單一顏色（紅色）。綠色和平廣播電台每週一至五19:00~19:30有同步播出《台灣大頭條》（聲音部分）。
- 2014年10月20日，三立新聞台啟用超大電視牆及3D虛擬棚，由王偊菁主播的《三立新聞網》[6]及陳雅琳主播的《台灣大頭條》[7]兩個晚間新聞時段最先啟用。
- 2014年11月1日起，高畫質版本「三立新聞台HD」開始試播，僅有台北市的寶福有線電視[8]、聯維有線電視[9]、台中市的威達雲端電訊[10]、嘉義市的世新有線電視[11]、嘉義縣的國聲有線電視[12]、大揚有線電視[13]及台南市新永安有線電視[14]上架。
- 2015年3月9日，三立新聞台正式以HD高畫質播出，並更換鏡面和標示HD字樣的台標，類比訊號原先也有標示HD字樣，但於10月7日取消標示。而在YouTube网络直播讯号版本右上角台标为「三立LIVE新聞」。
- 2015年4月1日起，新聞帶及新聞性節目改為16:9滿版高畫質製作，並更新部分新聞時段的開場動畫。
- 2016年2月16日，三立新聞台正式於三立新聞網[15]提供24小時Live線上直播服務。
- 2016年7月4日，三立新聞台於中華電信MOD上架，頻位為58頻道。
- 2016年7月底，因三立新聞台於中華電信MOD上架引發有線系統業者不滿，其中一家台灣數位光訊科技旗下有線電視系統業者中投有線電視竟因此先將三立新聞台移頻至70頻道並在54頻道上架民視四季台，之後才於同年8月2日將頻道變更營運計畫書送交國家通訊傳播委員會（NCC）。但NCC認定中投有線電視未經允許卻擅自換頻，決議依照《有線廣播電視法》第66條裁處新台幣30萬元罰鍰，並要求中投有線電視立即改正，否則將按次處罰。但三立新聞台仍被迫於同年9月起於中華電信MOD下架，成為中華電信MOD上架天數最短的頻道（共59天）[16]。目前三立電視正與中華電信MOD和有線系統業者積極協調中，未來不排除三立新聞台再度在中華電信MOD上架播出。
- 2016年8月31日起，黃倩萍主播的新聞8點檔開始啟用3D虛擬棚搖控螢幕。
- 2016年9月2日起，黃倩萍主播《1200正午新聞》與張瓊方主播《1300正午新聞》開始啟用3D虛擬棚搖控螢幕。
- 2017年6月起，新聞播報開始啟用3D虛擬棚遙控螢幕遙控器及台標HD字體縮小。
- 2017年11月起，三立新聞台主播大變動，讓記者擔任假日主播，以培養新任主播。
- 2018年4月，曾經短暫換過新聞鏡面，後來五月時，不明原因換回來。
- 2018年6月1日起，本頻道採用整點播報方式，不再提前5分鐘播報，僅《早安新鮮聞》、《正午新聞》、《台灣大頭條》、新台灣加油、鄭知道了同樣時間播出。
- 2018年12月24日起，廖芳潔跳槽到三立，這也是繼主播張雅琴、李晶玉、陳雅琳、李天怡之後，第五位成為三立新聞台當家主播。
- 2020年3月25日起：本頻道左上方天空標標題、左下方重點新聞右方新聞標題字體改版。
- 2020年5月起：每節整點新聞新增本節新聞重點BREAKING NEWS。
- 2020年7月3日起：本頻道左上方天空新聞標題字體改版。
- 2020年11月14日00:00起：本頻道右下方新聞標題上方地點標移至左下方新聞重點上方。
- 2021年起，台標取消HD表示，更改為「SET三立新聞」。
- 2021年2月1日起，幸福廣播電台於每週一至週五07:00、12:00、18:00播出5分鐘《三立新聞》[17]。
- 2021年3月起，三立新聞台《新聞夜現場》，讓記者擔任夜間主播，以培養新任主播。
- 2021年4月13日11:40起：三立新聞左下方新聞重點標題動畫及字體動畫改版。
- 2021年5月12日09:00起：三立新聞台標下方新聞即時推播重點框動畫及字體動畫改版。
- 2021年5月17日起，原當家主播廖芳潔因另有人生規劃向三立新聞部遞出辭呈，由張齡予接棒台灣大頭條，這也是繼主播張雅琴、李晶玉、陳雅琳、李天怡、廖芳潔之後，第六位成為三立新聞台當家主播。
- 2022年4月起，三立將停止Youtube上的Live三立(三立新聞台)線上直播，改由同公司的三立iNEWS直播接手，原Live三立(三立新聞台)線上直播4月1日起權限僅限海外才可觀看）。
- 2022年9月20日起，原當家主播張齡予因懷孕請產假，之後轉任三立台灣台節目健康零距離主持人，由張瓊方接棒台灣大頭條，這也是繼主播張雅琴、李晶玉、陳雅琳、李天怡、廖芳潔、張齡予之後，第七位成為三立新聞台當家主播。
- 2022年11月5日，與TVBS新聞台聯合舉辦《2022年九合一選舉台北市長候選人辯論會》。
- 2023年11月9日起，原當家主播張瓊方回歸家庭離開三立新聞台當家主播一職，當家主播一職由李文儀主播接任[18]。
- 2024年3月18日起停播鄭弘儀主持的政論節目鄭知道了。

## 現任三立新聞部人員

### 管理層
| 張榮華 | 三立電視董事長       |
| 高明慧 | 三立電視總經理       |
| 白舒樺 | 新聞部副總經理       |
| 黃彥怡 | 新聞部總監           |
| 劉俊麟 | 新聞部總監兼政論編審 |
| 陸琲琲 | 新聞部品牌總監       |
| 王若庭 | 新聞部副總監         |
| 田炎欣 | 新聞部總編審         |

### 新聞主播團隊

#### 專任主播
| 李文儀 | 華舜嘉 | 曾鈴媛 | 黃家緯 |
| 鄧崴   | 朱培滋 | 劉宸希 | 林容安 |
| 鄭凱中 | 陳姿利 | 張珈瑄 |        |

#### 兼職主播
| 三立新聞台 兼職主播 | 三立新聞台 兼職主播 | 三立新聞台 兼職主播 | 三立新聞台 兼職主播 | 三立新聞台 兼職主播 |
| ------------------- | ------------------- | ------------------- | ------------------- | ------------------- |
| 馬郁雯              | 陳宥蓉              | 陳佳雯              | 許少榛              |                     |
| 王孟琦              | 廖品鈞              | 陳亭汝              | 游濤                |                     |
| 沈宛儀              | 張雅琁              |                     |                     |                     |

#### 特報主播
| 三立新聞台 特報主播 | 三立新聞台 特報主播 | 三立新聞台 特報主播 | 三立新聞台 特報主播 | 三立新聞台 特報主播 |
| ------------------- | ------------------- | ------------------- | ------------------- | ------------------- |
| 黃瓊慧              | 凌毓鈞              | 柯雅涵              | 謝涵宇              |                     |
| 賴懿慈              | 陳潔慧              | 許芷瑄              | 黃子鳳              |                     |

於新聞離峰時段，負責播報「看新聞 說新聞」、「54財知道」、「不斷更新」、「熱搜新鮮聞」、「新聞9是狂」、「新聞正一點」、「新聞說清楚」、「100秒SHOW世界」、「視界學問大」之新聞評述/分析，與當節主播對談，解析當日重點議題。

#### 三立準氣象 團隊
| 黃家緯 | 華舜嘉 | 陳宥蓉 | 沈宛儀 |

## 現任三立新聞節目主持人
| 主持人      | 節目名稱   | 首播時間                |
| ----------- | ---------- | ----------------------- |
| 王偊菁      | 前進新台灣 | 週一至週五 13:55-15:56  |
| 鄧崴        | 國際特快車 | 週一至週五 16:00-1700   |
| 許貴雅      | 新台灣加油 | 週一至週五 19:55－21:55 |
| 李正皓      | 新台派上線 | 週一至週五 21:55-24:00  |
| 華舜嘉      | 新聞深一度 | 週二至週五 19:25        |
| 呂惠敏      | 驚爆新聞線 | 週六至週日 21:00-23:00  |
| 周楷 王時齊 | 54陪審團   | 週六 14:00-16:00        |
| 游濤 高大成 | 第54分局   | 週六 20:00-21:00        |
| 李文儀      | 消失的國界 | 週六 23:00-24:00        |
| 白心儀      | 台灣亮起來 | 週日 13:00-14:00        |
| 鄭弘儀      | 話時代人物 | 週日 20:00-21:00        |
| 劉宸希      | 國際辯論社 | 週日 23:00-24:00        |
| 林容安      | 金曲星舞台 | 週日 15:00-16:00        |

## 前任三立新聞部人員
| 前任三立新聞部人員 | 前任三立新聞部人員                                                                     |
| ------------------ | -------------------------------------------------------------------------------------- |
| 王佳婉             | 現任東森新聞台主播兼任主播組組長                                                       |
| 姜怡如             |                                                                                        |
| 張雅琴             | 現任年代新聞台《1800年代晚報》當家主播、《雅琴看世界》主持人、製作人                   |
| 周慧婷             |                                                                                        |
| 安幼琪             | 現任年代新聞台《突發琪想》主持人                                                       |
| 葉雲炫             | 現任東森新聞台單元節目主持人、製作人                                                   |
| 李卓音             |                                                                                        |
| 張亞喬             |                                                                                        |
| 楊中化             | 爆漿大貢丸創辦人                                                                       |
| 賴佳琳             |                                                                                        |
| 尹順和             |                                                                                        |
| 蔣有美             |                                                                                        |
| 姜玉鳳             |                                                                                        |
| 王怡翔             |                                                                                        |
| 李猶龍             | 曾任新竹縣政府文化局長                                                                 |
| 林志冠             |                                                                                        |
| 林毓芝             |                                                                                        |
| 陳建安             | 轉任三立新聞台製作人、三立電視戶外活動主持人                                           |
| 王薇               |                                                                                        |
| 林書煒             | 現任三立都會台《婆媳當家》主持人、POP Radio台長                                        |
| 李晶玉             | 現任政經傳媒《政經關不了》主持人                                                       |
| 蕭彤雯             | 現任飛碟電台《生活同樂會》主持人                                                       |
| 連昭慈             | 現任寰宇新聞台主播、氣象主播                                                           |
| 林仙怡             | 現任華視新聞資訊台主播、氣象主播、《華視新聞雜誌》主持人                               |
| 李瑞玉             | 現任TVBS 《TVBS文茜的世界週報》專題記者                                                |
| 吳家嫻             | 現任鏡電視新聞台國際中心編譯記者                                                       |
| 童中白             |                                                                                        |
| 汪用和             | 現任Yahoo TV《爸媽有事嗎？》主持人、鴻海教育基金會執行長                               |
| 邱秀珍             | 現職為華聚產業共同標準推動基金會副執行長、中華數位內容協會執行長                       |
| 陳佳惠             |                                                                                        |
| 楊怡如             |                                                                                        |
| 高明慧             | 現任三立電視總經理                                                                     |
| 林伶俐             |                                                                                        |
| 張恆芝             |                                                                                        |
| 張怡芬             |                                                                                        |
| 楊珮               |                                                                                        |
| 李玉雁             |                                                                                        |
| 吳怡霈             | 轉型為藝人                                                                             |
| 賴筱芸             |                                                                                        |
| 張雅婷             | 現任中天新聞台《中天午間新聞》主播                                                     |
|                    | 現任壹電視新聞台《壹電視午間新聞》主播                                                 |
| 汪承羲             |                                                                                        |
| 敖國珠             | 現任國立臺灣戲曲學院副教授兼副校長                                                     |
| 戴心怡             | 轉型為藝人                                                                             |
| 黃馨儀             | 現職華泰大飯店集團公關經理                                                             |
| 廖筱君             | 現任《筱君台灣 PLUS》Youtube網路頻道主持人                                             |
| 王志郁             | 轉任同集團三立iNEWS總監、《CATCH大錢潮》主持人                                         |
| 熊臺玉             | 現為高中教師                                                                           |
| 羅瑞誠             |                                                                                        |
| 鍾佩玲             | 現任民主進步黨台北市議員                                                               |
| 楊伊湄             | 曾任年代MUCH台《新聞左左右右》主持人                                                   |
| 侯沛吟             | 現任澳亞衛視節目主持人及製作人                                                         |
| 徐裴翊             |                                                                                        |
| 蔡韋葶             | 現任亞太第一衛視主播                                                                   |
| 李樺仙             | 現任東森新聞台主播、氣象主播                                                           |
| 陳雅琳             | 現任華視新聞資訊台《新聞高峰會》、《踏出地平線》、《World News 9陳雅琳世界晚報》主持人 |
| 謝莉雯             |                                                                                        |
| 楊琇晶             |                                                                                        |
| 劉慧玲             |                                                                                        |
| 李富城             |                                                                                        |
| 黃詩婷             |                                                                                        |
| 張珮珊             |                                                                                        |
| 楊才蔚             | 現任三立電視數位內容開發部總監                                                         |
| 李昀臻             |                                                                                        |
| 蔣家宜             |                                                                                        |
| 陳采沂             | 現任中視早安新聞主播                                                                   |
| 白喬茵             | 現任中國國民黨高雄市議員                                                               |
| 曾仲葳             | 現任1111人力銀行公關經理                                                               |
| 潘大綱             |                                                                                        |
| 任明玥             | 現任三發地產-鍾俊榮基金會執行長                                                        |
| 高毓璘             | 轉任同集團三立iNEWS《iNEWS錢進大頭條》當家主播、《istar全球星勢力》主持人              |
| 苑曉琬             | 轉任同集團三立iNEWS《iNEWS財經晚報》主播、《iNEWS大世界》主持人                        |
| 陳斐娟             | 轉任同集團三立iNEWS台長、《關我什麼事》、《世界面對面》主持人                          |
| 李昕芸             | 轉任同集團三立iNEWS主播、《神準贏家》、《五福臨門》主持人                              |
| 王鈺婷             | 現任鏡電視新聞台《1900晚間新聞》、《夜間新聞》主播、氣象主播                           |
| 徐紹芸             | 現任鏡電視新聞台記者                                                                   |
| 詹璇依             |                                                                                        |
| 趙岱新             |                                                                                        |
| 李宛儒             | 現任《FoodGo Box今晚想自己煮》發言人                                                   |
| 林楚茵             | 現任民主進步黨立法委員                                                                 |
| 王顯瑜             | 現任鏡電視新聞台《1800晚間新聞》當家主播、《全球聊天室》主持人                         |
| 廖芳潔             | 現任鏡電視新聞台主播、《鏡新聞調查報告》當家主持人、鏡電視勞工董事兼任發言人           |
| 潘照文             | 現任鏡電視新聞台《鏡電視午間新聞》主播、氣象主播                                       |
| 李天怡             |                                                                                        |
| 陳乃瑜             | 現任民主進步黨新北市議員                                                               |
| 呂捷               |                                                                                        |
| 張硯卿             | 現任高雄市政府行政暨國際處處長                                                         |
| 莊惠琪             | 現任華視新聞資訊台《52政經點》主持人                                                   |
| 謝家璇             |                                                                                        |
| 黃倩萍             | 轉任同集團三立iNEWS《iNEWS財經早報》主播、《醫點不誇張》主持人                         |
| 魏德聖             |                                                                                        |
| 蔡駿琪             | 現任東森新聞台記者兼任氣象主播                                                         |
| 張齡予             | 轉任同集團三立台灣台《健康零距離》主持人                                               |
| 郭雅慧             | 現任總統府發言人                                                                       |
| 陳柏惟             | 轉任同集團三立新聞網《94要客訴－立院榮譽顧問》主持人                                   |
| 廖婕妤             | 轉任同集團三立iNEWS主播、《好宅敲敲門》主持人                                          |
| 張瓊方             |                                                                                        |
| 曾奕慈             | 現任華視新聞資訊台記者兼任主播、氣象主播                                               |
| 朱淑君             | 現任華視新聞資訊台記者兼任主播                                                         |
| 吳德榮             |                                                                                        |
| 王家珩             | 現任鏡電視新聞台記者                                                                   |

## 外部連結
- 三立新聞網 SETN.com （页面存档备份，存于）
- 三立新聞網APP(Android ) （页面存档备份，存于）
- 三立新聞網APP(ios) （页面存档备份，存于）
- 三立新聞網 setn.com - LINE 官方帳號 （页面存档备份，存于）
- CH54三立新聞台直播│Live線上直播│三立新聞網 SETN.COM （页面存档备份，存于）
- 三立新聞的Facebook專頁
- 三立新聞的X（前Twitter）
- 三立新聞的Instagram帳戶
- YouTube上的三立LIVE新聞頻道
- YouTube上的三立新聞網SETN頻道